# Iwanowka (rejon jałutorowski)
Iwanowka (ros. Ивановка) – wieś (sieło) w Rosji, w obwodzie tiumeńskim, w rejonie jałutorowskim. W 2010 liczyła 391 mieszkańców.